# Hyalaethea
Hyalaethea is een geslacht van vlinders van de familie spinneruilen (Erebidae), uit de onderfamilie Arctiinae.

## Soorten
- H. alberti Rothschild, 1910
- H. bivitreata Hampson, 1909
- H. decipiens Rothschild, 1910
- H. dohertyi Rothschild, 1910
- H. kuhni Rothschild
- H. malaitaensis Obraztsov, 1953
- H. meeki Rothschild, 1910
- H. metaphaea Druce, 1898
- H. solomonis Hampson
- H. sublutea Bethune-Baker, 1908
- H. woodfordi Butler, 1887